# Taylorconcha serpenticola
Taylorconcha serpenticola (tên tiếng Anh Bliss Rapids snail) là một loài ốc nước ngọt có mang và nắp, là động vật thân mềm chân bụng sống dưới nước trong họ Hydrobiidae.
Đây là loài đặc hữu của Hoa Kỳ. Môi trường sống tự nhiên của nó là các con sông. Nó bị đe dọa do mất nơi sống.
Tên tiếng Anh của nó được đặt theo con "Ghềnh Bliss" trên dòng sông Snake chảy qua bang Idaho.